# Eastern and Oriental Express

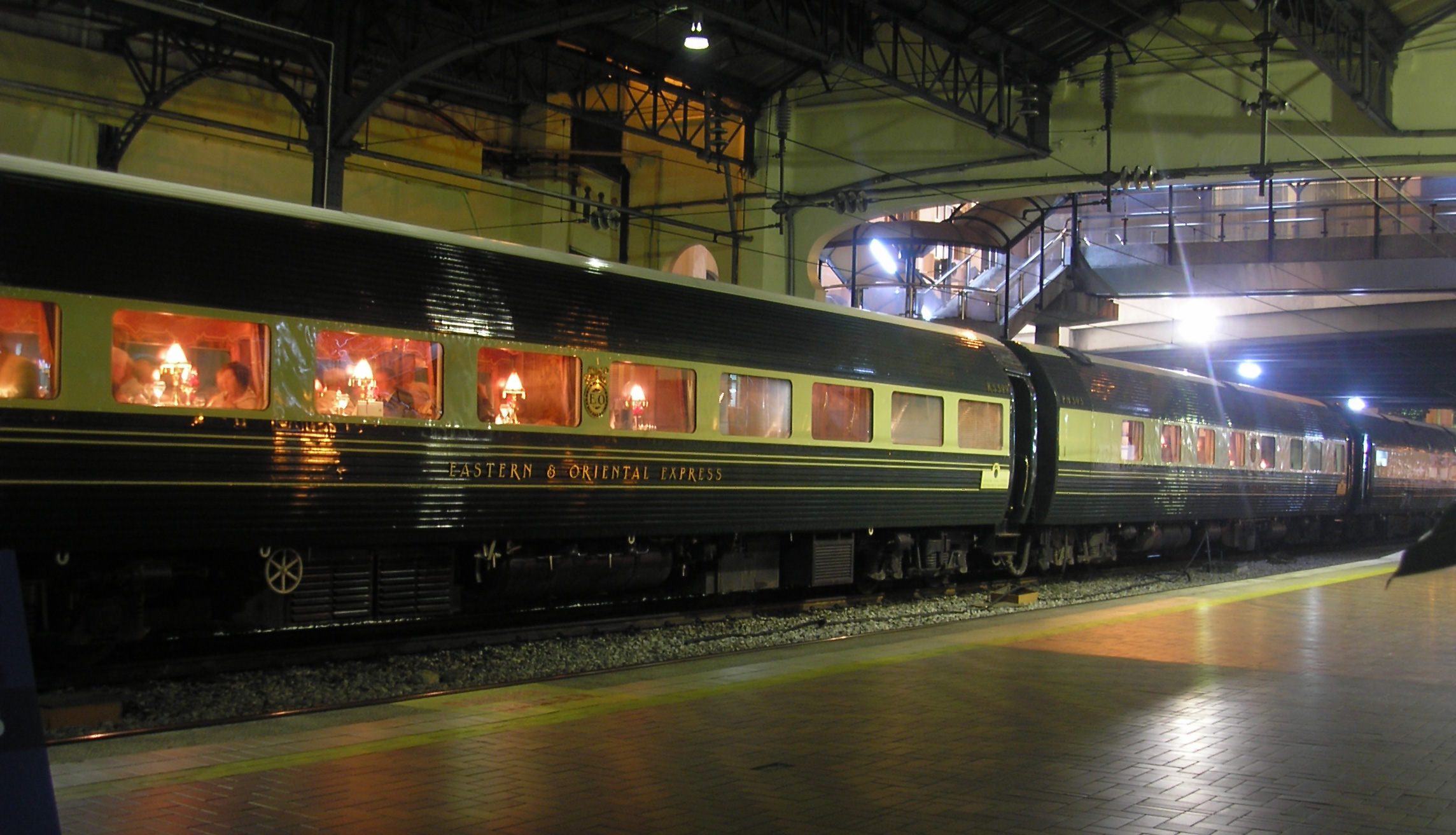
Der Eastern and Oriental Express im alten Hauptbahnhof Kuala Lumpurs, Malaysia.

Der Eastern and Oriental Express ist ein seit September 1993 zwischen Singapur, Malaysia und Thailand verkehrender Luxuszug der von der Belmond Ltd., seit 2018 Tochtergesellschaft der LVMH betrieben wird. Die Gesellschaft ist außerdem Betreiber des Kabinenschiffes Road to Mandalay in Myanmar.
Die 2030 Kilometer weite Fahrt zwischen den Bahnhöfen in Tanjong Pagar (Singapur) und Bangkok Hua Lamphong (Thailand), mit Halt in Kuala Lumpur (Malaysia), Butterworth (Malaysia) und Kanchanaburi (Thailand), dauert drei Tage (zwei Nächte), die Rückfahrt vier Tage (drei Nächte). Seit 2007 verkehrt der Zug gelegentlich zwischen Bangkok und Nong Khai sowie über die Erste Thailändisch-Laotische Freundschaftsbrücke über den Fluss Mekong zum Bahnhof Thanaleng in Laos. Weitere Verbindungen innerhalb Thailands so z. B. nach Chiang Mai sind hinzugekommen.

## Fahrzeuge
Die Luxus-Nachtzug-Wagen wurden 1972 in Japan gebaut und verkehrten bis zum Juni 1979 als Silver Star in Neuseeland. Nachdem die Wagen wegen der asbesthaltigen Isolation mehr als zehn Jahre abgestellt waren, wurden sie 1990 an die Orient-Express Trains & Cruises verkauft. Die Gesellschaft gehörte zum britischen Hotel- und Freizeitunternehmens Orient-Express Hotels in London und seit März 2014 zur Belmond Ltd. Hamilton auf den Bermudas. Beim neuseeländischen Maschinenbauunternehmen A & G Price wurden die Wagen von Asbest befreit und von der in Neuseeland verwendeten Kapspur (1067 mm) auf die in Südostasien verwendete Meterspur (1000 mm) umgespurt. 24 Wagen der 31 Fahrzeuge umfassenden Flotte wurden nach Singapur verbracht und dort mit einer neuen Inneneinrichtung und neuem Außenanstrich versehen. Das Design stammt von Gérard Gallet, der auch beim Design und Generalüberholungen anderer Orient-Express-Produkte wie dem Pullman Orient Express oder dem Venice Simplon Orient Express mitgewirkt hat. Neben Schlafwagen mit 66 Zweibettabteilen umfasst der Zug einen Speisewagen, einen Barwagen mit Piano, einen Salonwagen sowie am Ende des Zuges einen offenen Aussichtswagen. Angeboten werden mit Pullman Superior, State Cabin und Presidential Suite drei Kabinenklassen. Die Kabinen sind vollklimatisiert und verfügen über Dusche, Waschbecken, WC, Stromanschlüsse, Sofas (die über Nacht in Betten umgewandelt werden), großes Fenster und persönlichen Safe.

## Betrieb
Der Eastern and Oriental Express bedient heute insgesamt fünf Strecken. Die meist genutzte Strecke war bis 30. Juni 2011 die zwischen Tanjong Pagar und Bangkok:
| Tag (Singapur-Bangkok) | Ort                                           | Tag (Bangkok-Singapur) |
| ---------------------- | --------------------------------------------- | ---------------------- |
| 1                      | Singapur (Woodlands Train Checkpoint)         | 4                      |
| 1                      | Kuala Lumpur (alter Bahnhof)                  | 3                      |
| 2                      | Butterworth                                   | 3                      |
| 3                      | Kanchanaburi                                  | 2                      |
|                        | Wang Po                                       | 2                      |
| 4                      | Bangkok (Krung Thep Aphiwat Central Terminal) | 1                      |

Am Zwischenhalt Butterworth sind Stadtführungen durch die nahe gelegene George Town auf der Insel Penang möglich, am Halt Kanchanaburi geführte Touren am River Kwai. Auf länger dauernden Sonderfahrten werden außerdem weitere Ausflüge angeboten.
Seit 2024 bietet der Eastern and Oriental Express zwei saisonale Routen in 4 Tagen und 3 Nächten an. Beide Routen starten und enden in Woodlands, mit mehreren Stopps für geführte Touren rund um Malaysia.

## Galerie

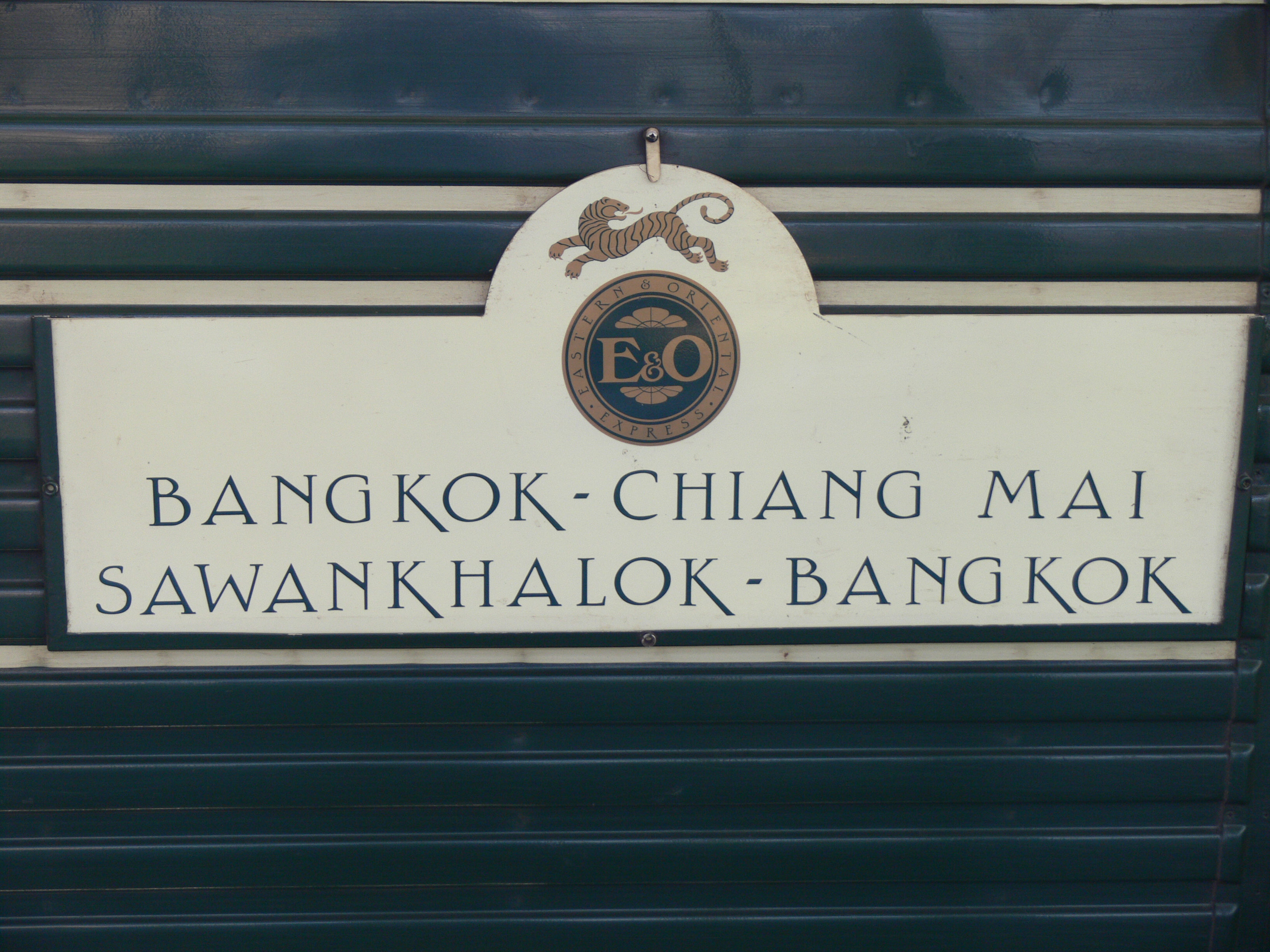
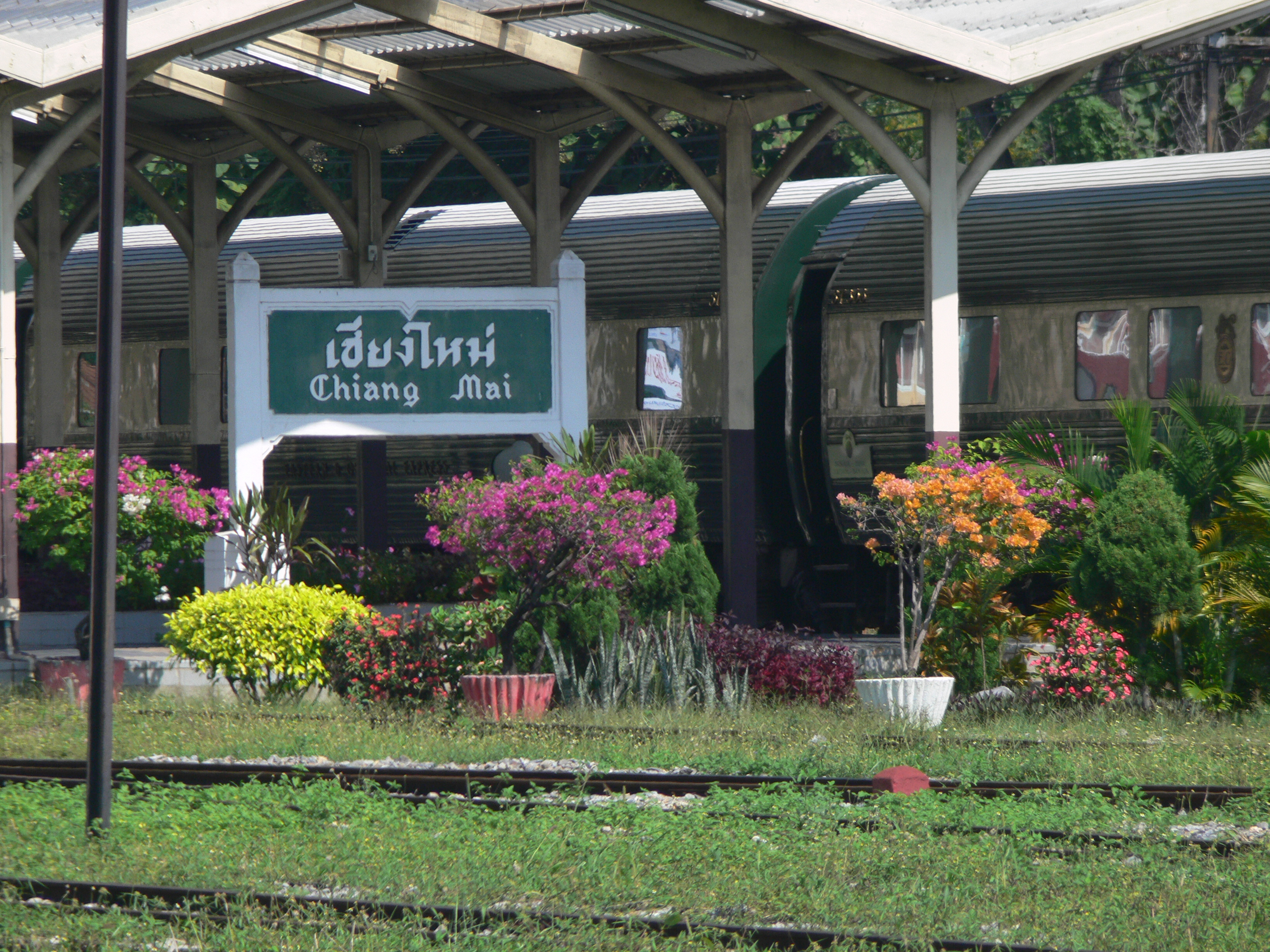
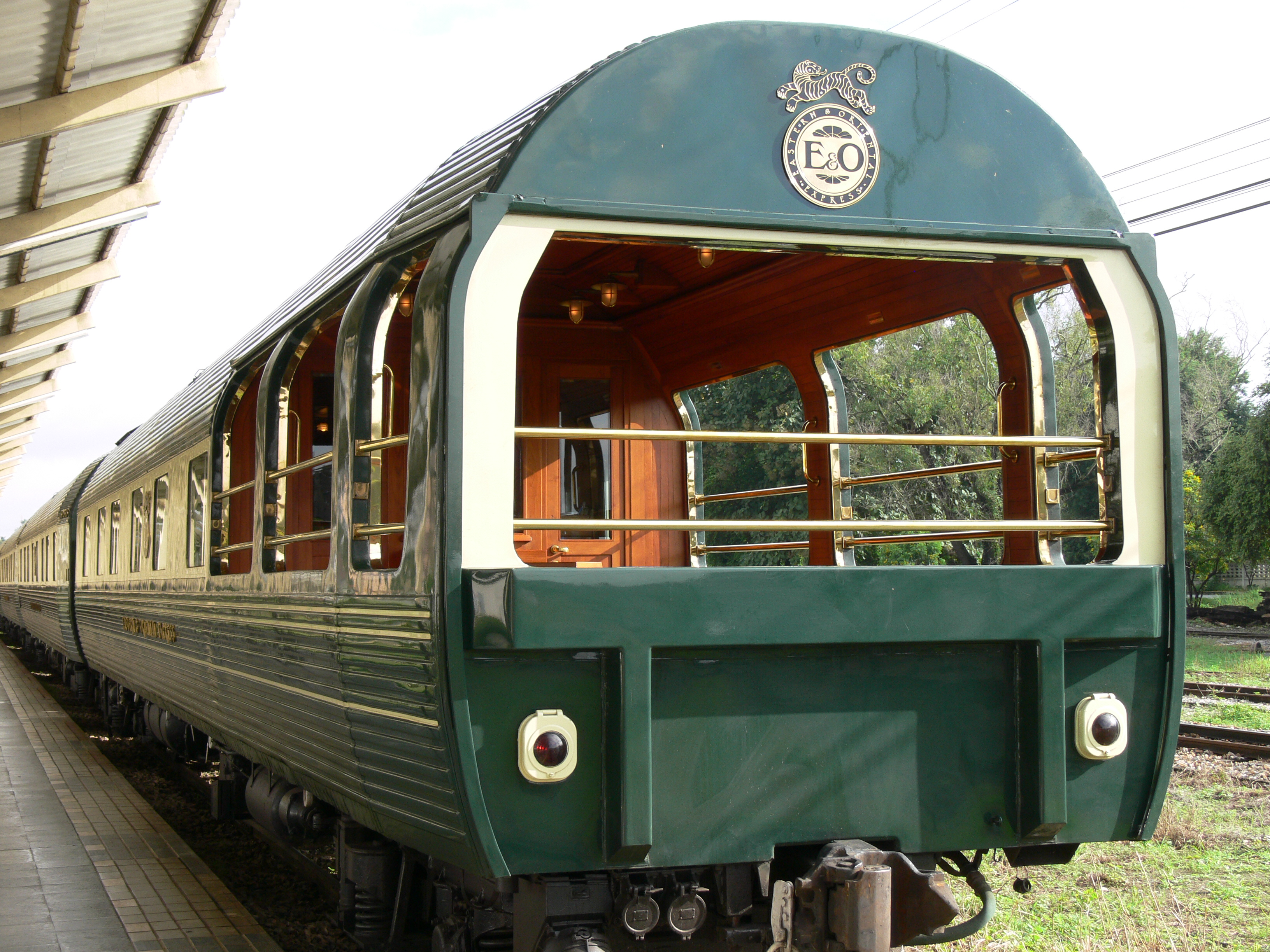
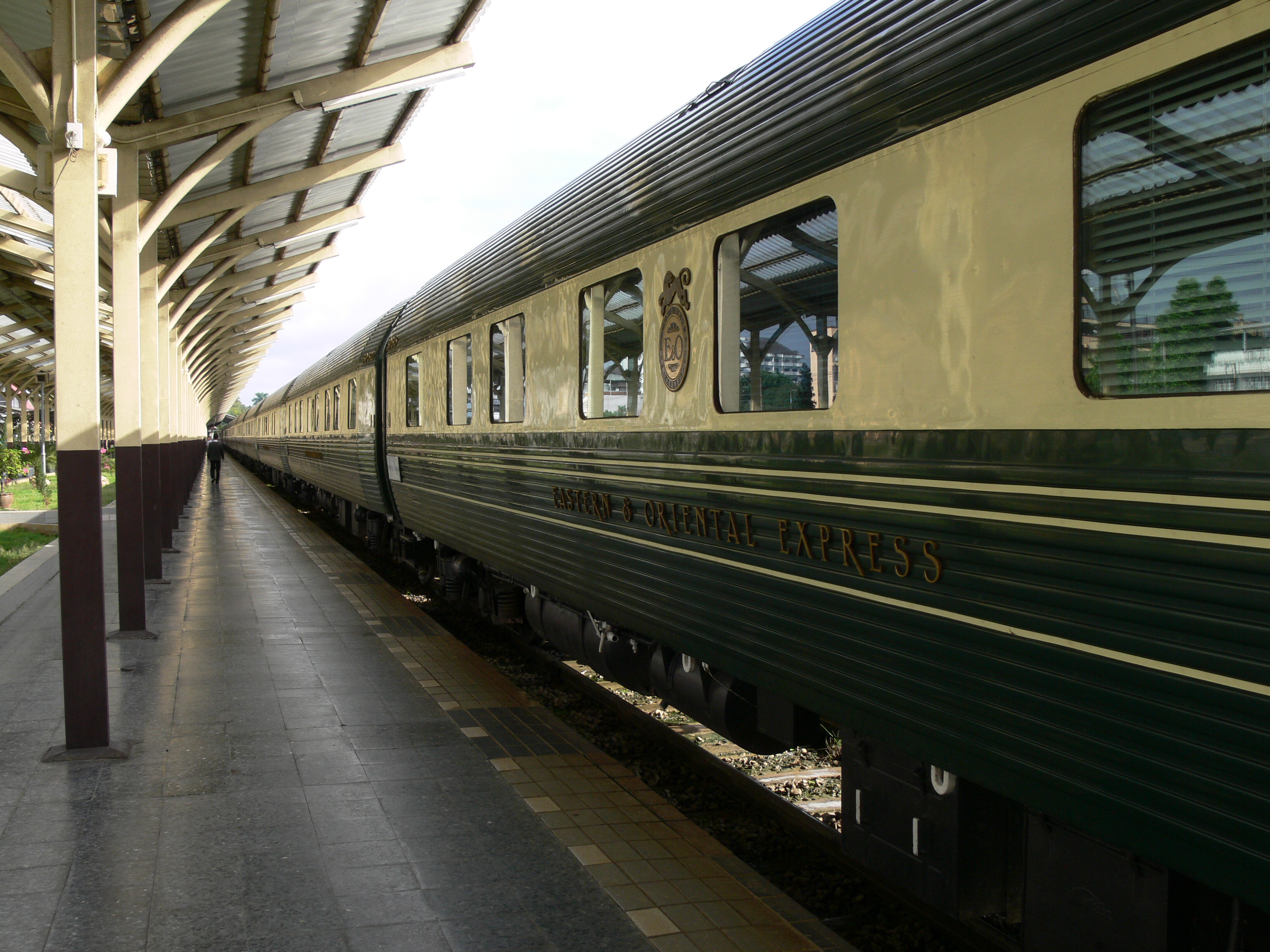
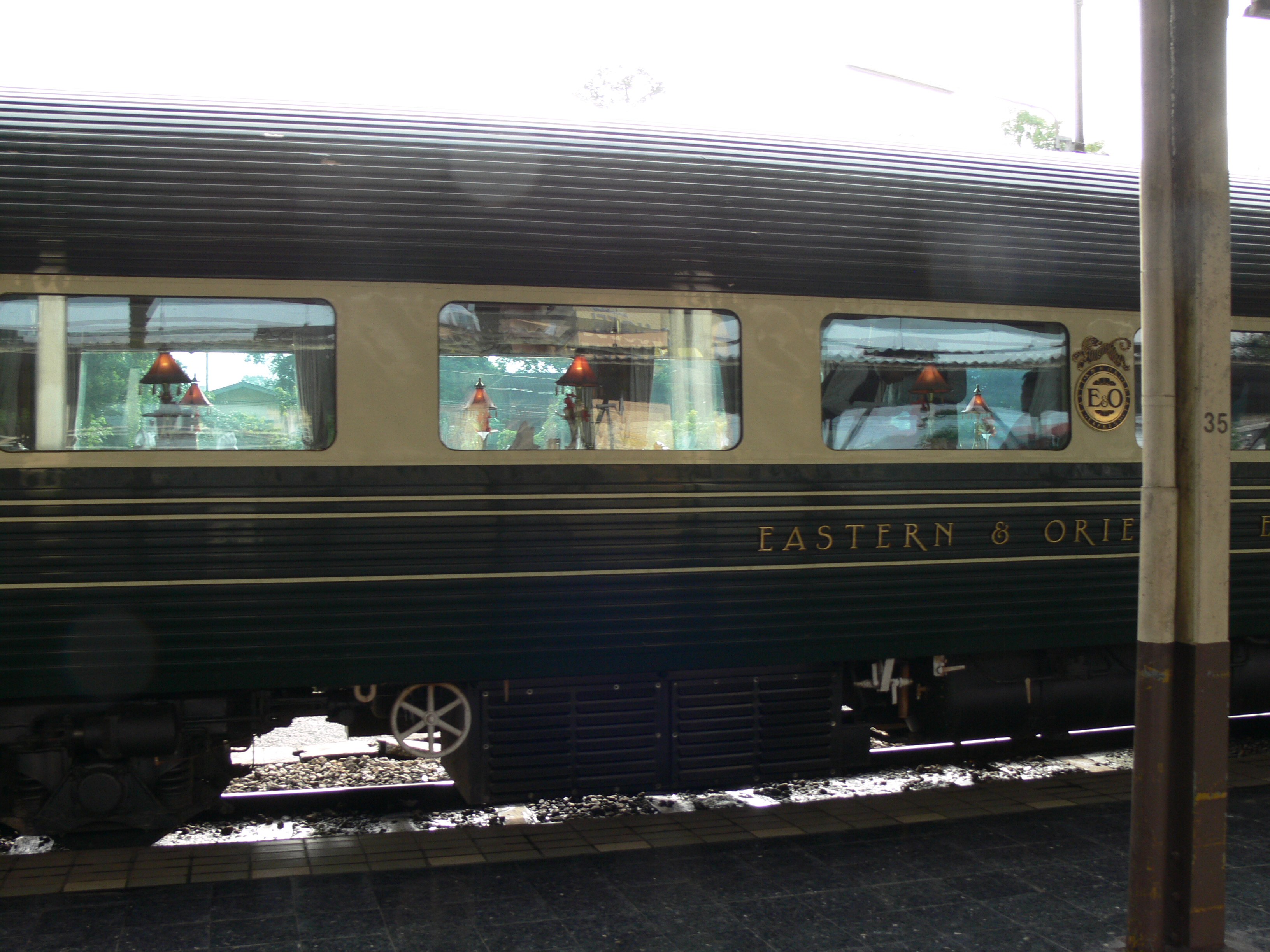